# NGC 5483
NGC 5483 é uma galáxia espiral barrada (SBc) localizada na direcção da constelação de Centaurus. Possui uma declinação de -43° 19' 30" e uma ascensão recta de 14 horas, 10 minutos e 25,0 segundos.
A galáxia NGC 5483 foi descoberta em 15 de Março de 1836 por John Herschel.